# Хесус Гларія
Хесус Гларія Хордан (ісп. Jesús Glaría Jordán, 2 січня 1942, Вільяфранка — 19 вересня 1978, Л'Асплуга-да-Франкулі) — іспанський футболіст, що грав на позиції захисника.
Виступав за «Атлетіко» (Мадрид), з яким став чемпіоном Іспанії, дворазовим володарем Кубка Іспанії та володарем Кубка володарів кубків УЄФА та «Еспаньйол», а також національну збірну Іспанії, у складі якої став учасником чемпіонату світу 1966 року.

## Клубна кар'єра
Гларія народився в місті Вільяфранка, Іспанія і почав грати у футбол в команді зі свого рідного міста, «Оберена», після чого став гравцем молодіжної команди «Атлетіко Мадрид». У родині Гларіі було п'ять братів-футболістів, в зв'язку з чим Хесус отримав прізвисько Гларія IV. У 1960 році він приєднався до першої команди клубу. Гларія дебютував у вищому дивізіоні іспанського футболу 19 лютого 1961 року в матчі проти клубу «Реал Бетіс» (0:1). У своєму першому сезоні у складі «матрацників» футболіст практично не грав, але зі своєю командою посів друге місце в чемпіонаті і виграв Кубок Іспанії.
У наступному сезоні він став переможцем Кубка володарів кубків, завоювавши перший міжнародний трофей в історії «Атлетіко». У сезоні 1964/65 Гларія виграа ще один Кубок Іспанії і посів друге місце в чемпіонаті. Наступного року він вперше в кар'єрі став чемпіоном Іспанії. У складі «Атлетіко» футболіст провів вісім сезонів, зігравши у 187 матчах чемпіонату.
У 1968 році став гравцем барселонського «Еспаньйола». У першому сезоні гравця у складі команди вона вилетіла з Прімери Іспанії, але наступного року повернулася до вищого дивізіону. З цим клубом він посів третє місце в чемпіонаті в сезоні 1972/73. Того ж року забив єдиний гол у каталонському дербі проти «Барселони». Футболіст завершив свою кар'єру після закінчення сезону 1974/75. Загалом він зіграв у 338 матчах у першому дивізіоні, забивши 12 м'ячів.

## Виступи за збірну
1 листопада 1962 року дебютував в офіційних іграх у складі національної збірної Іспанії в матчі відбіркового чемпіонату Європи 1964 року проти Румунії (6:0). 
У складі збірної був учасником чемпіонату світу 1966 року в Англії і виходив на поле в матчі проти ФРН (1:2), але іспанці не подолали груповий етап. 
Загалом протягом кар'єри у національній команді, яка тривала 8 років, провів у її формі 20 матчів. Також у 1968 році зіграв один матч за збірну Каталонії.

## Подальше життя і смерть
Після завершення кар'єри Хесус зайнявся бізнесом, був власником будівельної компанії. 19 вересня 1978 року Гларія загинув у дорожньо-транспортній пригоді в місті Л'Асплуга-да-Франкулі разом зі своїм десятирічним сином, повертаючись в Барселону з відпустки.

## Титули і досягнення
- Чемпіон Іспанії (1):

«Атлетіко»: 1965–66
- Володар Кубка Іспанії (2):

«Атлетіко»: 1960–61, 1964–65
- Володар Кубка володарів кубків УЄФА (1):

«Атлетіко»: 1961–62